# Quercus jonesii
Quercus jonesii — вид рослин з родини букових (Fagaceae), зростає у Мексиці.

## Опис
Це дерево 4–8 метрів заввишки, іноді до 10–15 метрів; стовбур 8–40 см у діаметрі; крона округла. Кора дуже темна, тріщинувата. Гілочки пурпуруваті, незабаром голі, з численними піднятими сочевицями. Листки широко-зворотно-яйцюваті, яйцюваті або майже кулясті, товсті, шкірясті, 7–14 × 6–12 см; основа серцеподібна; верхівка округла, іноді гостра; край товстий, більш-менш загнутий, цілий або іноді з 1–5 парами зубчиків зі щетиною; верх гладкий, зелений, злегка блискучий, з деякими волосками; низ блідіші, жовтуватий, волосатий. Чоловічі сережки завдовжки 7–12 см, ≈ 13 квіток. Жіночі квітки поодинокі або парні. Жолуді поодинокі або 2–4 скупчені на кінчиках гілок, завдовжки 8–10 мм, у діаметрі 5–8 мм; чашечка вкриває 1/3 або 1/2 горіха; дозрівають першого року.

## Середовище проживання
Зростає у північній і західній Мексиці. Росте в соснових лісах, сосново-дубових лісах та дубових лісах окремими ділянками на напівсухих скелястих схилах у дуже вологих місцях; на висотах від 600 до 2880 метрів.

## Використання
Використовується для дров та деревного вугілля.